# Jiřina Čermáková
Jiřina Čermáková (17. listopadu 1944 Praha – 17. listopadu 2019) byla československá pozemní hokejistka, držitelka stříbrné medaile z olympiády v Moskvě z roku 1980. Svoji sportovní kariéru spojila s klubem Slavoj Vyšehrad, kde po skončení aktivní kariéry působila jako trenérka.
Její manžel, Petr Čermák, byl členem bronzové osmiveslice na olympiádě v Tokiu v roce 1964.